# 무채한의 팬텀 월드
《무채한의 팬텀 월드》(無彩限のファントム・ワールド)는 하타노 소이치로가 작성한 일본의 라이트 노벨이다. 일러스트는 시라비가 담당했다. 단행본은 일본 현지에서 KA에스마 문고(교토 애니메이션)에서 전 3권으로 나왔다.

## 줄거리
한 회사의 연구실이 폭발하면서 유해한 바이러스가 퍼진다. 그때 사람의 뇌에 영향을 주면서 가상의 팬텀이 나타나는데..
팬텀에 대항할 수 있는 특별한 능력을 가진 아이들의 이야기

## 등장 인물
이치죠 하루히코 (一条 晴彦)
목소리 - 시모노 히로
카와카미 마이 (川神 舞)
목소리 - 우에사카 스미레
이즈미 레이나 (和泉 玲奈)
목소리 - 하야미 사오리
미나세 코이토 (水無瀬 小糸)
목소리 - 우치다 마아야
루루 (ルル)
목소리 - 타도코로 아즈사
쿠마마쿠라 쿠루미 (熊枕 久瑠美)
목소리 - 쿠노 미사키
모로하시 쇼스케 (諸橋 翔介)
목소리 - 사카구치 다이스케
히메노 아리스 (姫野 アリス)
목소리 - 이노우에 키쿠코
루파 (瑠波)
카시마 토우코 (華島 冬湖)
토키와 리라 (常羽 りーら)
미야마 사쿠라 (深山 桜)

## TV 애니메이션
2016년 1월부터 3월까지 ABC TV・TOKYO MX・TV 아이치・BS11에서 방송되었다.

### 주제가
오프닝 테마 「Naked Dive」
노래 - SCREEN mode
엔딩 테마 「순진 Always」
노래 - 타도코로 아즈사

### 각화 리스트
| 화수   | 원어 부제                  | 번역 부제                | 각본            | 그림 콘티           | 연출                | 작화감독        |
| ------ | -------------------------- | ------------------------ | --------------- | ------------------- | ------------------- | --------------- |
| 제1화  | ファントムの時代           | 팬텀의 시대              | 시모 후미히코   | 타케모토 야스히로   | 미요시 이치로       | 아키타케 사이치 |
| 제2화  | 迷惑UFOをやっつけろ!       | 미혹 UFO를 물리쳐라!     | 시모 후미히코   | 키타노하라 노리유키 | 키타노하라 노리유키 | 아카미 유코     |
| 제3화  | 記憶コピペ作戦             | 기억 코피페 작전         | 시모 후미히코   | 후지타 하루카       | 후지타 하루카       | 이케다 아키코   |
| 제4화  | 模造家族                   | 모조 가족                | 시모 후미히코   | 이시다테 타이이치   | 이시다테 타이이치   | 우에노 치세코   |
| 제5화  | 得意能力が使えない!        | 특의능력을 쓸 수 없어!   | 시모 후미히코   | 야마무라 타쿠야     | 야마무라 타쿠야     | 카도와키 미라이 |
| 제6화  | 久瑠美とぬいぐるみ王国     | 쿠루미와 인형 왕국       | 야마다 유카     | 야마다 나오코       | 오가와 타이치       | 마루키 메구루   |
| 제7화  | シュレーディンガーの猫屋敷 | 슈뢰딩거의 고양이 저택   | 요시다 레이코   | 카와나미 에이사쿠   | 카와나미 에이사쿠   | 세자키 리에     |
| 제8화  | 猿温泉を突破せよ!          | 원숭이 온천을 돌파해라!  | 니시카와 마사시 | 키타노하라 노리유키 | 키타노하라 노리유키 | 아키미 유우코   |
| 제9화  | 幕末ファントム異聞         | 막말 팬텀 이문           | 시모 후미히코   | 이시하라 타츠야     | 미요시 이치로       | 츠노다 유키     |
| 제10화 | 小さいルルの大きな夢       | 작은 루루의 커다란 꿈    | 야마다 유카     | 후지타 하루카       | 후지타 하루카       | 오카무라 코헤이 |
| 제11화 | ちびっ子晴彦くん           | 꼬마 하루히코 군         | 요시다 레이코   | 이시다테 타이이치   | 이시다테 타이이치   | 우에노 치세코   |
| 제12화 | 母は帰りぬ                 | 어머니는 돌아오지 않으니 | 시모 후미히코   | 야마무라 타쿠야     | 야마무라 타쿠야     | 카도와키 미라이 |
| 최종화 | 永遠のファントム・ワールド | 영원의 팬텀 월드         | 시모 후미히코   | 오가와 타이치       | 타케모토 야스히로   | 마루키 노부아키 |

### BD / DVD
| 권 | 발매일          | 수록화          | 규격품번   | 규격품번   |
| 권 | 발매일          | 수록화          | BD         | DVD        |
| -- | --------------- | --------------- | ---------- | ---------- |
| 1  | 2016년 4월 6일  | 제1화 - 제2화   | PCXE-50601 | PCBE-55211 |
| 2  | 2016년 5월 11일 | 제3화 - 제4화   | PCXE-50602 | PCBE-55212 |
| 3  | 2016년 6월 1일  | 제5화 - 제6화   | PCXE-50603 | PCBE-55213 |
| 4  | 2016년 7월 6일  | 제7화 - 제8화   | PCXE-50604 | PCBE-55214 |
| 5  | 2016년 8월 3일  | 제9화 - 제10화  | PCXE-50605 | PCBE-55215 |
| 6  | 2016년 9월 7일  | 제11화 - 제12화 | PCXE-50606 | PCBE-55216 |
| 7  | 2016년 10월 5일 | 최종화 + OVA    | PCXE-50607 | PCBE-55217 |

### 영상 특전
《무제한의 팬텀 월드》(無制限のファントム・ワールド)는 Blu-ray＆DVD 각 권에 수록된 픽처 드라마이다.
| 화수 | 원어 부제 | 번역 부제 | 시나리오        | 그림 콘티・연출 | 작화감독        |
| ---- | --------- | --------- | --------------- | --------------- | --------------- |
| 1    | 対策その1 | 대책 그 1 | 시모 후미히코   | 이시하라 타츠야 | 오카무라 코헤이 |
| 2    | 対策その2 | 대책 그 2 | 니시카와 마사시 | 후지타 하루카   | 오카무라 코헤이 |